# Smokey és a bandita
A Smokey és a bandita 1977-es amerikai filmvígjáték, melynek főszereplője Burt Reynolds és Sally Field. A film népszerű kultuszfilm lett, melyet két folytatás, majd a kilencvenes években feldolgozások követtek, de egyik sem lett akkora siker, mint az első rész.

## Cselekmény
A gazdag texasi „Nagy” Enos Burdette és fia, „Kis” Enos az általuk szponzorált autóversenyzőt szeretné győzelme esetén stílusosan megünnepelni. Ehhez szükségük van egy kamionsofőrre, aki Coors sört csempészne Atlantába (ez a film készítése idején még törvénytelen tevékenységnek számított). Felbérelik Bo „Bandita” Darville-t, a helyi legendát 400 rekesz sör elszállítására Texarkanából Atlantába és 80 ezer dollárt ajánlanak fel neki, amennyiben 28 óra alatt teljesíti a megbízást. Bandita elfogadja az ajánlatot és maga mellé veszi barátját, Cledus „Hóember” Snowt és annak Fred nevű kutyáját. A sörrel teli kamiont Cledus vezeti, Bandita pedig Pontiac Trans Am autójával tereli el a rendőrök figyelmét az illegális szállítmányról.
Texarkanában felpakolják az árut és útnak indulnak. Carrie, egy szökevény menyasszony megállítja Banditát és az autójába ugrik. Ezzel akaratlanul a férfire vonja Buford (az első szinkronváltozatban Bulldog) texasi seriffnek és annak pipogya és lassú észjárású fiának, Juniornak a figyelmét, ugyanis a lány épp a Juniorral kötendő frigy elől menekült el. A seriff és fia kitartóan hajszolják Banditát egészen Georgiáig, hogy visszakapják a lány és rács mögé juttassák a száguldozó autóst, de ő folyamatosan túljár az eszükön – ennek köszönhetően rendőrautójuk egyre jobban leamortizálódik.
Bandit egyre több rendőr figyelmét kelti fel Dixie-ben, de útközben CB-rádión keresztül segítsége is akad. Buford és a többi rendőr nem tud a csempészáruról, és Banditának sincs fogalma arról, hogy Carrie miatt üldözik (akinek izgágasága miatt a Béka becenevet adja és hamar egymásba szeretnek). Cledust Georgiában megállítja egy motoros rendőr, de Bandita kimenti őt szorult helyzetéből. A hatóságok útakadályokkal próbálják feltartóztatni az autóst, és egy helikoptert is bevetnek ellene. Bandita elbizonytalanodik és már-már feladná a küldetést, de Cledus – bár eleinte jóval borúlátóbb volt társánál – kezébe veszi az irányítást és kamionjával áttöri a rendőrautós sorfalat. Tíz perccel a megbeszélt határidő előtt eljutnak Burdette-ékhez, de a pénz átvétele helyett Bandita és Carrie elfogadnak egy dupla vagy semmi ajánlatot Kis Enostól: ezúttal Bostonból kell 18 óra alatt osztrigát hozniuk. Gyorsan elmenekülnek Nagy Enos egyik Cadillacjével, miközben a rendőrök elözönlik a helyszínt.   
Bandita CB-rádión beszél a tőle alig pár méterre álló Buforddal (aki nem látja őt), és becsületesen megadja neki tartózkodási helyét. A seriff a darabjaira széteső autójával üldözőbe veszi.

## Szereplők
| Szerep                                          | Színész        | Magyar hang           | Magyar hang                     |
| Szerep                                          | Színész        | 1. szinkron (Duna TV) | 2. szinkron (Universal Channel) |
| ----------------------------------------------- | -------------- | --------------------- | ------------------------------- |
| Bo "Bandita" Darville                           | Burt Reynolds  | Gáti Oszkár           | Sörös Sándor                    |
| Carrie ("Béka")                                 | Sally Field    | Vándor Éva            | Solecki Janka                   |
| Cledus "Hóember" Snow                           | Jerry Reed     | Blaskó Péter          | Forgács Péter                   |
| Igazságosztó Bulldog seriff / Buford T. Justice | Jackie Gleason | Gruber Hugó           | Faragó András                   |
| Junior Justice                                  | Mike Henry     | Kautzky Armand        | Pál Tamás                       |
| Enos "Nagy Enos" Burdette                       | Pat McCormick  | Szabó Ottó            | Papp János                      |
| Enos "Kis Enos" Burdette                        | Paul Williams  | Felföldi László       | Csőre Gábor                     |
| Mr. B                                           | Macon McCalman | Szersén Gyula         |                                 |

## Járművek
Bandita egy 1977-es Pontiac Firebird Trans Am-mel, Cledus pedig egy Kenworth W900-as kamionnal közlekedik, míg Bulldog sheriff egy ugyancsak 1977-es Pontiac LeMans rendőrautóval van a nyomukban.